# Platymantis
Platymantis é um género de anfíbio anuro pertencente família Ceratobatrachidae.

## Espécies
- Platymantis acrochorda (Brown, 1965)
- Platymantis aculeodactyla Brown, 1952
- Platymantis akarithyma Brown & Tyler, 1968
- Platymantis banahao Brown, Alcala, Diesmos & Alcala, 1997
- Platymantis batantae Zweifel, 1969
- Platymantis bimaculata Günther, 1999
- Platymantis boulengeri (Boettger, 1892)
- Platymantis browni Allison & Kraus, 2001
- Platymantis cagayanensis Brown, Alcala & Diesmos, 1999
- Platymantis cheesmanae Parker, 1940
- Platymantis cornuta (Taylor, 1922)
- Platymantis corrugata (Duméril, 1853)
- Platymantis cryptotis Günther, 1999
- Platymantis dorsalis (Duméril, 1853)
- Platymantis gilliardi Zweifel, 1960
- Platymantis guentheri (Boulenger, 1882)
- Platymantis guppyi (Boulenger, 1884)
- Platymantis hazelae (Taylor, 1920)
- Platymantis indeprensus Brown, Alcala & Diesmos, 1999
- Platymantis insulata Brown & Alcala, 1970
- Platymantis isarog Brown, Brown, Alcala & Frost, 1997
- Platymantis lawtoni Brown & Alcala, 1974
- Platymantis levigata Brown & Alcala, 1974
- Platymantis luzonensis Brown, Alcala, Diesmos & Alcala, 1997
- Platymantis macrops (Brown, 1965)
- Platymantis macrosceles Zweifel, 1975
- Platymantis magna Brown & Menzies, 1979
- Platymantis meyeri Günther, 1873
- Platymantis mimica Brown & Tyler, 1968
- Platymantis mimula Brown, Alcala & Diesmos, 1997
- Platymantis montana Taylor, 1922
- Platymantis myersi Brown, 1949
- Platymantis naomiae Alcala, Brown & Diesmos, 1998
- Platymantis neckeri (Brown & Myers, 1949)
- Platymantis negrosensis Brown, Alcala, Diesmos & Alcala, 1997
- Platymantis nexipus Zweifel, 1975
- Platymantis panayensis Brown, Brown & Alcala, 1997
- Platymantis papuensis Meyer, 1875
- Platymantis parkeri (Brown, 1965)
- Platymantis pelewensis Peters, 1867
- Platymantis polillensis (Taylor, 1922)
- Platymantis pseudodorsalis Brown, Alcala & Diesmos, 1999
- Platymantis punctata Peters & Doria, 1878
- Platymantis pygmaea Alcala, Brown & Diesmos, 1998
- Platymantis rabori Brown, Alcala, Diesmos & Alcala, 1997
- Platymantis rhipiphalca Brown & Tyler, 1968
- Platymantis schmidti Brown & Tyler, 1968
- Platymantis sierramandrensis Brown, Alcala, Ong & Diesmos, 1999
- Platymantis solomonis (Boulenger, 1884)
- Platymantis spelaea Brown & Alcala, 1982
- Platymantis subterrestris (Taylor, 1922)
- Platymantis taylori Brown, Alcala & Diesmos, 1999
- Platymantis vitiana (Duméril, 1853)
- Platymantis vitiensis (Girard, 1853)
- Platymantis weberi Schmidt, 1932